# 科利爾 (喬治亞州)
科利爾（英語：Collier）是位於美國喬治亞州門羅縣的一個非建制地區。該地的面積和人口皆未知。

## 地理
科利爾的座標為33°42′49″N 84°01′01″W / 33.71361°N 84.01694°W，而該地的平均海拔高度為222米（即728英尺）。